# 파나요티스 레초스
파나요티스 레초스(그리스어: Παναγιώτης Ρέτσος, 영어: Panagiotis Retsos 파나지오티스 레츠오스[*], 1998년 8월 9일 ~ )는 수페르리가 엘라다 클럽 올림피아코스와 그리스 국가대표팀에서 센터백으로 활약하고 있는 그리스의 프로 축구 선수이다.

## 구단 경력

### 올림피아코스
2016년 여름, 18세의 나이로 올림피아코스 유소년팀에서 첫 감독 빅토르 산체스 델 아모에 의해 승격되었고, 그는 체력에 깊은 인상을 받았다. 2016년 8월 25일, 그는 아로카와의 UEFA 유로파리그 플레이오프 홈 경기에서 클럽 데뷔 전을 치렀다.
2017년 2월 8일, 레초스는 아트로미토스와의 그리스 컵 무득점 홈 경기에서 클럽의 주장으로 임명되었다. 레츠오스는 18세 5개월 30일의 나이로 올림피아코스의 최연소 주장이 되었다.

### 바이어 레버쿠젠
2017년 8월 30일, 레초스는 바이어 레버쿠젠에 1,575만 파운드의 이적료로 매각되었다. 19세의 센터백이었던 레초스는 레버쿠젠과 5년 계약을 체결했다. 2017년 9월 17일, 그는 4-0으로 승리한 프라이부르크와의 홈 경기에서 선발로 출전하며 분데스리가 데뷔 전을 치렀다. 레초스는 클럽의 트위터 계정에서 맨 오브 더 매치에 선정되었다.
2018년 4월 9일, 레초스는 4-1로 승리한 라이프치히와의 원정 경기에서 분데스리가 첫 골을 넣었다. 레초스는 분데스리가 데뷔 전에서 총 20경기에 출전했다.
2018년 8월 2일, 레초스는 바이어 레버쿠젠과의 프리 시즌 훈련 중 사두근에 큰 타격을 입었고, 오른쪽 허벅지 건염 진단을 받았다. 부상으로 인해 수비수는 최소 6주 동안 결장할 것으로 예상된다.
2018년 11월 29일, 레초스는 루도고레츠 라즈그라드와의 UEFA 유로파리그 홈 경기에서 복귀했지만, 왼쪽 허벅지에 새로운 부상을 입었다. 2019년 10월 29일, 거의 1년 만에 부상으로 결장한 레초스는 1-0으로 승리한 파더보른와의 홈 경기에서 교체 투입되어 DFB-포칼 경기에 출전했다.

### 엘라스 베로나
2022년 1월 25일, 레초스는 엘라스 베로나와 18개월 자유 이적 계약을 체결하며 합류했다.

#### 올림피아코스로의 임대
2022년 8월 31일, 레초스는 올림피아코스로 복귀했다.

## 국가대표팀 경력
레초스는 2017년 8월 31일, 2018년 FIFA 월드컵 예선에서 에스토니아와의 홈 경기에서 0-0으로 비기며 그리스 국가대표팀으로 합류해 데뷔했다.

## 사생활
레초스는 남아프리카공화국 요하네스버그에서 그리스와 헝가리 출신 부모 크리스토스와 엘레니 사이에서 태어났다. 그와 그의 가족은 태어난 지 1년 만에 고향 그리스로 돌아갔다. 그에게는 축구 선수이기도 한 젊은 사촌 크리스토스가 있는데, 그의 친가족은 스코르치노스 출신이다.